# Löftet (1962)
Löftet (portugisiska: O Pagador de Promessas) är en brasiliansk dramafilm från 1962 regisserad av Anselmo Duarte. Den är baserad på pjäsen med samma namn.
Filmen vann Guldpalmen vid Filmfestivalen i Cannes 1962. Den nominerades även till en Oscar för bästa icke-engelskspråkiga film.

## Handling
Zé är en fattig bonde vars åsna blir sjuk, han lovar att om åsnan blir frisk så ska han bära ett tungt kors till kyrkan Santa Barbara i Salvador. När åsnan som genom ett under återhämtar sig blir Zé tvungen att ge sig av till Salvador. Tillsammans med sin motvilliga fru gör han den långa, hårda resan bara för att nekas inträde till kyrkan när han kommer fram. Avvisad men inte avskräckt bosätter sig Zé på trappan utanför kyrkan. När en tidning skriver om honom skapar det uppmärksamhet hos olika grupper som alla vill utnyttja Zé för att främja sina egna syften.

## Medverkande
| Leonardo Villar  | – Zé do Burro              |
| Glória Menezes   | – Rosa, Zés fru            |
| Dionísio Azevedo | – Olavo, prästen           |
| Geraldo Del Rey  | – Bonitão                  |
| Norma Bengell    | – Marly, den prostituerade |
| Othon Bastos     | – reportern                |
| Antônio Pitanga  | – Coca, capoeirautövaren   |